# 秩父號列車
秩父（日语： Chichibu */?）號列車是由西武鐵道（西武）營運，行走於池袋站/所澤站至西武秩父站之間的特別急行列車，途經池袋線和西武秩父線。
本條目中，將會同時記載行走於池袋至飯能之間的「武藏」號列車、臨時特急列車、以及池袋線系統各種特急列車的演變。

## 運行概況
「秩父」和「武藏」的班次編數方面，下行為單數、上行為雙數，並按出發先後次序編排。定期列車的編號是0x至5x，臨時、不定期列車的編號是70至90。基本上，平日與星期六及假日的時間表都差不多，但是仍然有較大差別的列車，在這個情況下，星期六及假日的班次編號會是6x。

### 秩父
「秩父」是行走於池袋站至西武秩父站之間的特急列車。但是於星期六及假日，下行1班列車會從所澤站出發。列車愛稱取自埼玉縣秩父地方的「秩父」。
在埼玉縣秩父市羊山公園內種植了針葉天藍繡球，在針葉天藍繡球開花時期或舉行秩父夜祭時，不論是平日或是星期六及假日均會增加班次。

### 武藏
在1973年起，「武藏」是行走於池袋站至飯能站之間。列車愛稱取自舊國名武藏國的「武藏」。該列車主要的客源是埼玉縣西部的通勤客，與「Home Liner」的情況相同。
- 在平日早上和黃昏以後設有班次，尾班車從池袋站出發的時間是凌晨0時。
- 在星期六及假日方面，早上10時時段前及下午2時時段起設有班次，尾班車從池袋站出發的時間是晚上11時。
- 當列車延長運輸或開設臨時列車時，列車名稱多會使用「武藏」。
- 當在高麗巾着田（日语：巾着田）的曼珠沙華開花時期或舉行秩父夜祭時，會設有「武藏」號列車延長至西武秩父站。在2016年4月1日起，逢星期五（假日除外）會設有「武藏」號列車於晚上10時30分從池袋出發前往西武秩父站。
- 曾經設有從所澤站出發前往池袋站的班次。
- 在小江戶開始運輸前，新宿線的特急列車也會使用「武藏」這個名稱。在假日，於新宿線也設有「奧秩父」號列車。

### 班次數量
在登場當時，平日設有2個往返班次、假日設有4個往返班次。後來在時間表修正下增加了班次。在2001年至2010年之間實施了7次時間表修正，當中6次均有加班的安排，以及把「武藏」延長運輸區間並變為「秩父」。以下為2018年3月10日時間表修正起的形態：
平日
- 下行設有16班「秩父」和11班「武藏」，共有27班（所有班次從池袋站出發）。
  - 早上6時至7時時段：每30分鐘一班，「秩父」、「武藏」交替開出。
  - 早上8時至下午4時時段：每1小時一班，毎小時的30分開出「秩父」。
  - 下午5時至9時時段：每30分鐘一班，毎小時的00分開出「武藏」、30分開出「秩父」。
  - 下午10時至凌晨0時時段：每30分鐘一班，只有「武藏」班次。
- 上行設有16班「秩父」和14班「武藏」，共有30班（所有班次前往池袋站）。
  - 早上6時時段：3班「武藏」。
  - 早上7時時段：1班「秩父」、1班「武藏」。
  - 早上8時時段：1班「武藏」。
  - 早上9時時段：2班「秩父」、1班「武藏」。
  - 早上10時至下午4時時段：每小時1班「秩父」。
  - 下午5時至10時時段：每30分鐘一班「秩父」、「武藏」交替到達。
  - 下午1時時段：2班「武藏」。

星期六及假日
- 下行設有17班「秩父」和12班「武藏」，共有29班（除了早上1班從所澤站出發外，所有班次從池袋站出發）。
  - 早上6時時段：1班從所澤站出發的「秩父」，1班從池袋站出發的「秩父」。
  - 早上7時至8時時段：每1小時一班，毎小時的30分開出「秩父」。
  - 早上9時至10時時段：每30分鐘一班，毎小時的00分開出「武藏」、30分開出「秩父」。
  - 早上11時至下午2時時段：每1小時一班，毎小時的30分開出「秩父」。
  - 下午3時至9時時段：每30分鐘一班，毎小時的00分開出「武藏」、30分開出「秩父」。
  - 下午10時至11時時段：每30分鐘一班「武藏」。
- 上行設有17班「秩父」和12班「武藏」，共有29班（所有班次前往池袋站）。
  - 早上6時至7時時段：3班「武藏」。
  - 早上8時至9時時段：4班「秩父」。
  - 早上10時時段：1班「秩父」、1班「武藏」。
  - 早上11時至下午2時時段：每小時1班「秩父」。
  - 下午3時至10時時段：每30分鐘一班「秩父」、「武藏」交替到達。

### 使用車輛與編成
在2019年起，所有班次使用001系「Laview」行走。所有班次所有車廂均為座位指定席，乘車時需要另外購買特急票。
在1994年至2020年之間使用10000系「New Red Arrow」，在1969年至1995年之間使用5000系「Red Arrow」。

### 停車站
（池袋站 -）所澤站 - 入間市站 - 飯能站〈- 橫瀨站 - 西武秩父站〉
- 「秩父」的下行1班是從所澤站前往西武秩父站。
- 「武藏」所有班次行走於池袋站至飯能站之間。

## 臨時列車

### 巨蛋

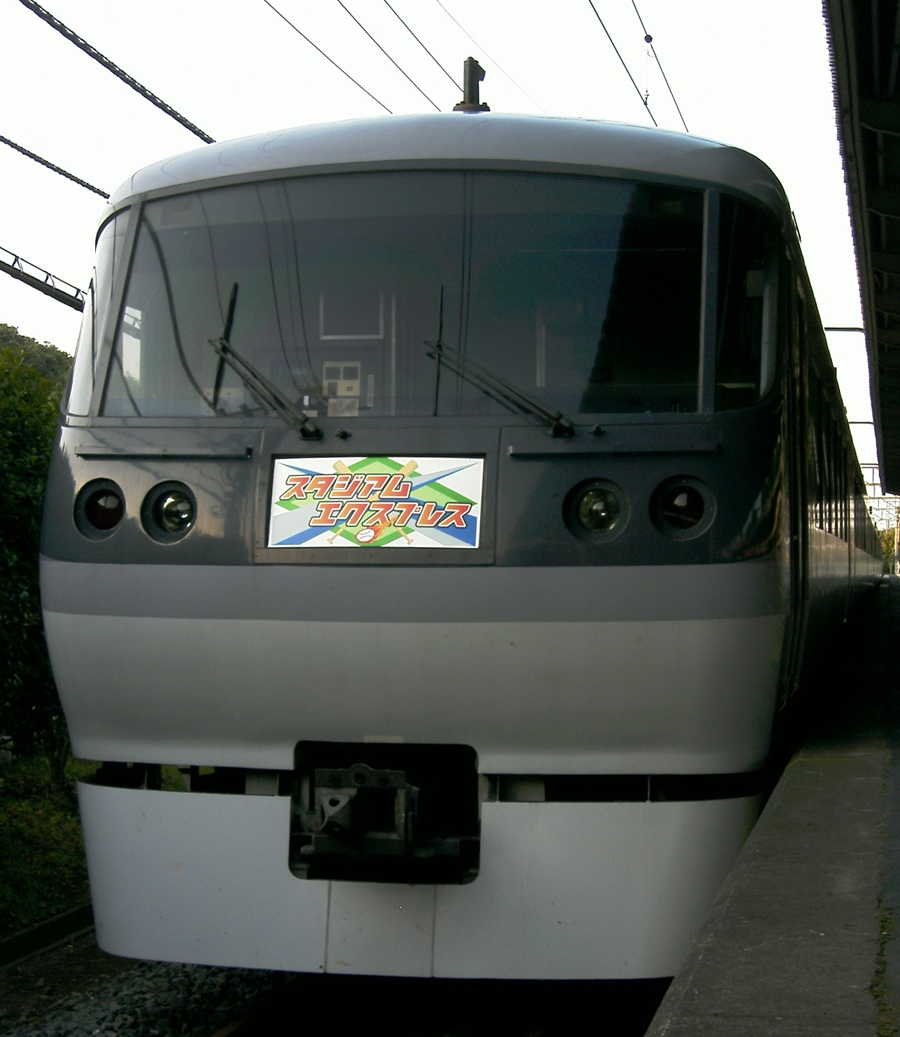
10000系「球場特快」

巨蛋是當西武巨蛋舉行日本職棒比賽時開設的臨時特急列車，行走於池袋站至西武球場前站之間。在2006年第一年行走時，列車愛稱為「球場特快」，在2007年起與後述的「玫瑰特快」統一為「巨蛋」。
在2006年度，於日本職棒進行交流戰期間，當西武主場於西武巨蛋進行比賽時行走。在翌年2007年度起，除了交流戰外，當進行太平洋聯盟比賽時、另外於星期六及假日、黃金周和暑假期間（7月24日 - 8月31日）也開設班次。
在比賽當天開設1個往返班次。當遇到突發情況使比賽中止時，這些班次會停開。
在2009年起，購買此列車的特急票時，Lions Fan Club會員會可得到相關點數「L Point」。
在2020年和2021年，由於西武巨蛋的開放觀眾席的數量受到限制，因此均沒有開辦列車班次。

### 停車站
池袋站 - 所澤站 - 西武球場前站

## 曾經行走的列車

### 定期列車

#### 辛夷
「辛夷」是一架為了遠足客而開設的夜行特急。在1969年至1973年之間，於假期前夕行走於池袋站至西武秩父站之間。列車會在假期前一天的晚上從池袋站出發，當列車到達西武秩父站後，乘客可以繼續在車內休息直至明日早上。該列車在假日早上會繼續行走從西武秩父站出發的「秩父」號列車班次。

#### 奧秩父
「奧秩父」曾經在兩段時期開辦，兩次的運行形態相異。而後期另外也開設臨時列車班次。
- 在1976年至1993年的假日開辦，行走於西武新宿站至西武秩父站之間。
  - 這是新宿線首個定期特急列車。
  - 當初，只有上行班次停靠高田馬場站，後來下行班次也停靠。
- 在1993年至2003年的星期六及假日開辦，行走於池袋站至西武秩父站之間。
  - 在1993年的時間表修正中，由於行走於西武新宿站至本川越站之間的「小江戶」登場，因此改於池袋站到發。
  - 「秩父」號列車於該修正起加停入間市站，而由於「奧秩父」號列車通過該站，成為了兩者不同的地方。

### 過去的臨時列車

#### MISATO TRAIN
- 在1990年至2005年之間，當在西武巨蛋中舉行渡邊美里現場演唱會時，會開設行走於池袋站至西武球場前站之間的不停站班次。
- 在2018年再次開辦，但是只限1天[1]。

#### 玫瑰特快
- 當舉行國際玫瑰及園藝展時，當日會設有3個往返班次，行走於池袋站至西武球場前站之間。
- 在2016年前，列車中途停靠練馬站和所澤站[2]。在2017年，列車中途停靠石神井公園站和所澤站[3]。在2018年，列車中途只停靠所澤站[4]。後來由於與「球場特快」整合，使2018年是最後一個年度提供服務。
- 「玫瑰特快」的列車類別是「臨時」，方向幕會顯示「特急 武藏」。

#### 電車Festa號
- 在2004年至2010年之間，當武藏丘車輛檢修場向公眾開放參觀時，會開設1個往返班次的臨時列車班次，當中會設有池袋站到發的班次與西武新宿站到發的班次。在2005年前，活動於星期六及日舉行，因此兩日也有相關班次。
- 在2005年度的星期六班次中，只有西武新宿站到發的班次。
- 中途停車站方面，池袋站到發的班次停靠石神井公園站、雲雀之丘站和所澤站[5]，西武新宿站到發的班次停靠高田馬場站、上石神井站、田無站和所澤站[6]。
- 乘坐此列車的額外費用方面：成人350日圓，小童180日圓[5]。
- 去程班次設有車內表演環節[5]。在2005年度的星期六班次或以前，由SUPER BELLZ（日语：SUPER BELLZ）[6]，在2005年度的星期日班次起由立川真司（日语：立川真司）[6]負責。
- 在預約特急票時，會以臨時「武藏」的名義預約。
- 在2011年發生東日本大地震後，由於福島第一核電廠發生核能事故所觸發的能源危機下，影響了「電車Festa號」的班次[7]。在2012年起改用通勤形車輛行走。

#### 奧秩父（臨時）
- 在2014年、2015年舉行「秩父川瀨祭（日语：秩父川瀬祭）」時，開設了行走於西武新宿站至西武秩父站之間的「奧秩父」班次[8]。這是「奧秩父」在11年後再次設有班次，這是21年後再次設有直通特急列車行走於西武新宿至西武秩父之間。途中停靠高田馬場、田無、東村山、所澤、入間市、飯能和橫瀨[8]。
- 在秩父的羊山公園（日语：羊山公園）櫻花盛開時期，開設行走於西武新宿站至西武秩父站之間的臨時特急「奧秩父」[9]。中途停靠高田馬場、東村山、所澤、飯能和橫瀨[9][注 5]。

#### 西武火車節的臨時特急
在2014年和2015年，於横瀨車輛基地向公眾開放參觀時，開設了臨時特急班次。
- 在2014年11月8日舉行「西武火車節2014 in 橫瀨」當天，開設了臨時特急「秩父」，單向從本川越站前往西武秩父站[10]。中途停靠狹山市、所澤、入間市、飯能和橫瀨[10]。這次是首次設有列車從本川越站直通至池袋線內。
- 在2015年11月7日舉行「西武火車節2015 in 橫瀨」當天，開設了臨時特急「秩父」，單向從西武新宿站前往西武秩父站[11]。中途停靠高田馬場、東村山、所澤、入間市、飯能和橫瀨[11]。

#### 臨時夜行特急
在2015年起，為了配合西武旅遊開辦秩父絕景旅行團，開設了夜行列車前往西武秩父。旅行團會前往三峰神社觀賞雲海和星空。
- 在2015年8月25日和8月27日[12]的深夜開設了相關班次（正確來說是26日和28日的凌晨0時26分）[13]。在該臨時夜行特急班次中，西武鐵道與札幌啤酒合作，乘客可於車內任飲惠比壽啤酒和札幌黑標生啤酒[14]。在11月6日和11月28日[15]也有相關活動[16]。
- 在2016年4月29日[17]、8月10日和8月20日開設了相關班次[18]。
- 在2017年3月17日、4月21日[19]和10月27日[20]開設了相關班次[21]。而在5月26日[22]和11月10日[20]兩日中，該班次使用通勤型40000系（日语：西武40000系電車）行走，並改從元町·中華街站出發[23]。
- 2018年4月13日[24]和10月26日[25]的班次從池袋站出發。4月27日[24]和11月16日[25]的班次使用40000系從元町·中華街站出發。
- 2019年5月10日、6月7日[26]和10月18日[27]的班次從池袋站出發。11月22日[28]的班次使用40000系從新木場站出發。
  - 在10月18日起，列車改用001系，以取代10000系。
- 在2020年4月24日和6月5日[29]原本預定從池袋站出發，但是由於新冠疫情關係而取消了相關活動[30]。

另外也會有其他旅行團會開辦類似班次。

#### 001系新宿線、池袋線臨時特急
在2019年曾開設行走於本川越至飯能之間的臨時列車班次。

#### 團體臨時列車
小旅行

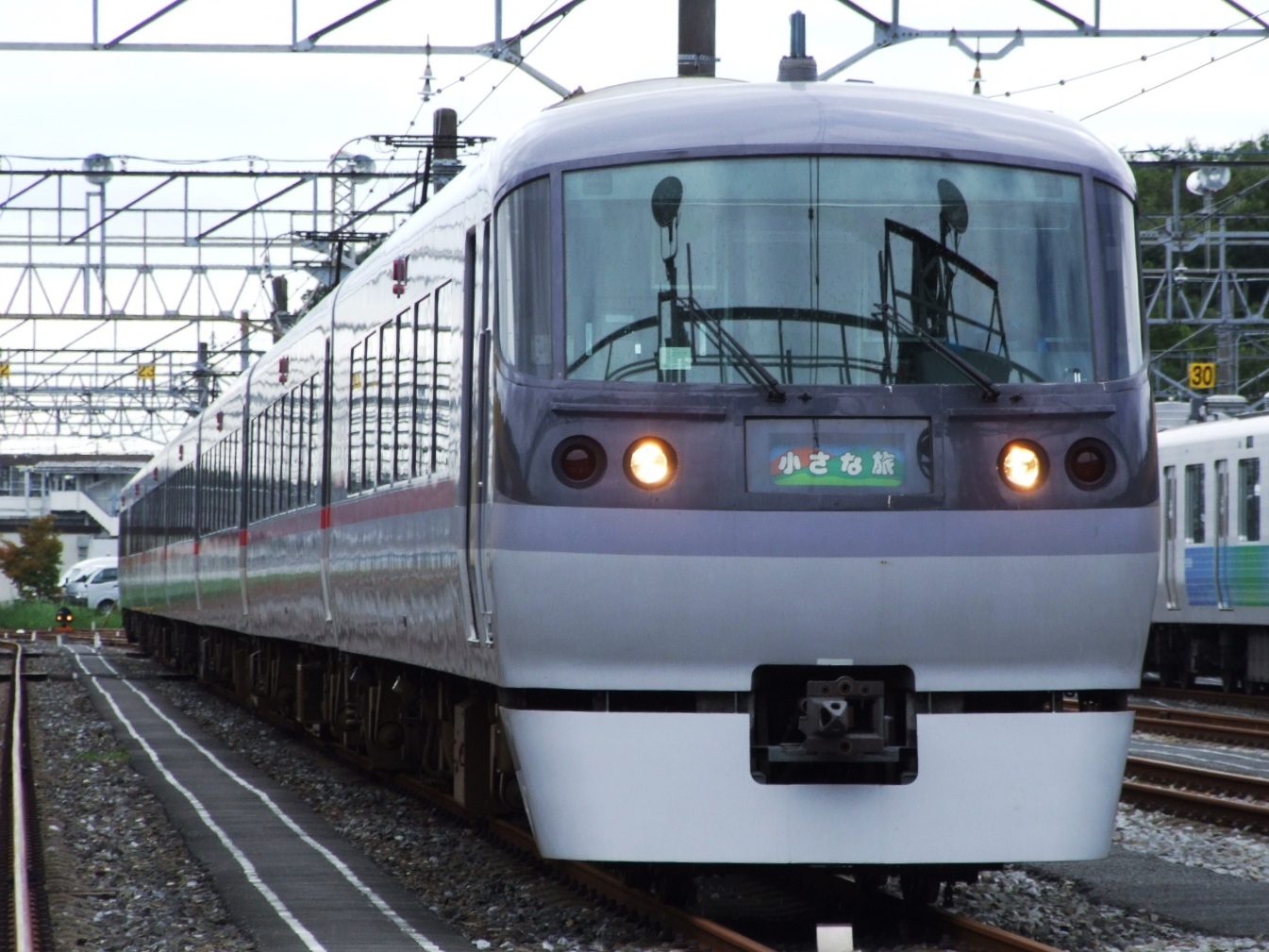
10000系「小旅行」

- 在1980年代起開設不定期的團體專用列車（日语：団体専用列車）「小旅行」，該名稱取自由日本放送制作、由西武鐵道贊助的同名迷你節目。

《水樹奈奈 Smile Gang》（由文化放送制作）為聽眾而設的團體專用列車
- 在2009年、2010年和2013年，於西武巨蛋舉行水樹奈奈音樂會當天，會開設行走於池袋站至西武球場前站之間的團體專用列車。

女僕列車
- 在2010年12月11日和2012年1月14日，開設了來往池袋站至西武秩父站之間的團體專用列車。當時會以旅遊套票的方式發售。車內會裝飾為女僕Cafe的風格。
- 車內會有女僕進行車內販賣（日语：車内販売）和提供飲料之服務，女僕也會負責車內廣播。當到達目的地秩父後，會有小型攝影會和賓果遊戲大會等活動。
- 活動企劃與營運由BS Visual （页面存档备份，存于）負責。在常陸那珂海濱鐵道和鹿島臨海鐵道也有相關活動。

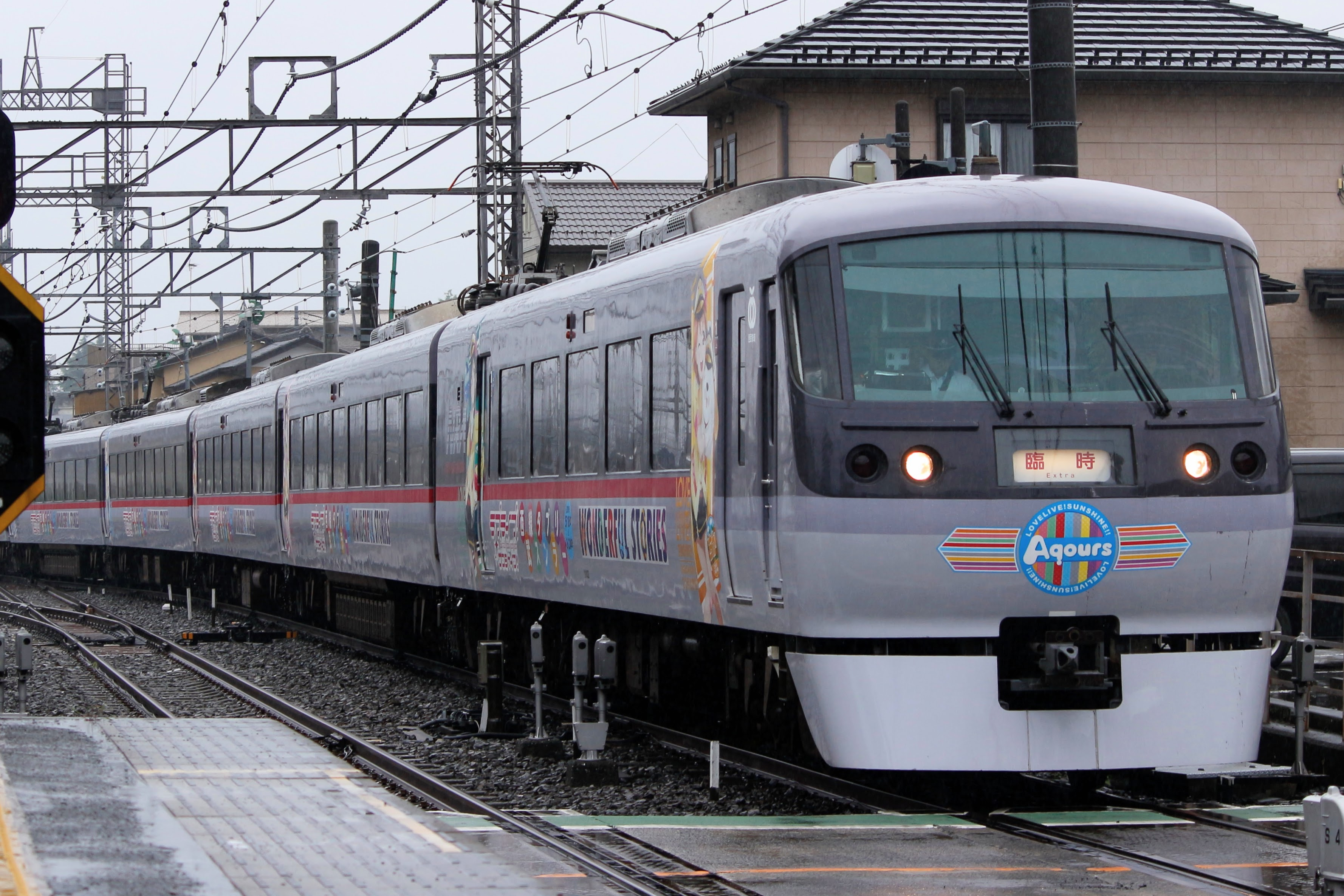
使用全廣告車身行走的臨時列車（2018年6月）

Love Live! Sunshine!!×西武鐵道　高級火車之旅
- 在2017年9月29日、30日、[33]、2018年6月9日和10日（日语：ラブライブ!サンシャイン!! Aqours 3rd LoveLive! Tour 〜WONDERFUL STORIES〜）[34]於西武巨蛋舉行演唱會當天，會開設行走於池袋站至西武球場前站之間的團體專用列車班次，行走這些班次的列車車身會印上相關作品的全車身廣告。
- 車內廣播由Aqours聲優負責，也會發放特別紀念品。

#### 過去的停車站與臨時停車站
| 路線名稱          | 路線名稱    | 池袋線 | 池袋線 | 池袋線     | 池袋線   | 池袋線 | 池袋線 | 池袋線     | 池袋線 | 池袋線 | 池袋線   | 池袋線 | 西武秩父線 | 西武秩父線 | 西武秩父線 | 狹山線 | 狹山線     |
| 列車名稱          | 備註        | 池袋   | 練馬   | 石神井公園 | 雲雀之丘 | 所澤   | 西所澤 | 稻荷山公園 | 入間市 | 飯能   | 武藏丘檢 | 高麗   | 蘆久保     | 橫瀨       | 西武秩父   | 下山口 | 西武球場前 |
| 秩父、辛夷        | 1969 - 1973 | ●      | ―      | ―          | ―        | ◆      | ―      | ―          | ―      | ●      | ＝       | ―      | ―          | ―          | ●          |        |            |
| 秩父、武藏        | 1973 - 1993 | ●      | ―      | ―          | ―        | ●      | ―      | ―          | ―      | ●      | ＝       | ―      | ●          | ―          | ●          |        |            |
| 奧秩父            | 1993 - 1998 | ●      | ―      | ―          | ―        | ●      | ―      | ―          | ―      | ●      | ＝       | ―      | ●          | ―          | ●          |        |            |
| 秩父、武藏        | 1993 - 1998 | ●      | ―      | ―          | ―        | ●      | ―      | ―          | ●      | ●      | ＝       | ―      | ●          | ―          | ●          |        |            |
| 奧秩父            | 1998 - 2003 | ●      | ―      | ―          | ―        | ●      | ―      | ―          | ―      | ●      | ＝       | ―      | ▲          | ●          | ●          |        |            |
| 秩父、武藏        | 1998 - 現在 | ●      | ▲      | ―          | ―        | ●      | ―      | ▲          | ●      | ●      | ＝       | ▲      | ▲          | ●          | ●          |        |            |
| MISATO TRAIN      | 1990 - 2005 | ●      | ―      | ―          | ―        | ―      | ―      | ＝         | ＝     | ＝     | ＝       | ＝     | ＝         | ＝         | ＝         | ―      | ●          |
| 巨蛋 （玫瑰特快） | 2005 - 2016 | ●      | ●      | ―          | ―        | ●      | ―      | ＝         | ＝     | ＝     | ＝       | ＝     | ＝         | ＝         | ＝         | ―      | ●          |
| 巨蛋 （玫瑰特快） | 2017        | ●      | ―      | ●          | ―        | ●      | ―      | ＝         | ＝     | ＝     | ＝       | ＝     | ＝         | ＝         | ＝         | ―      | ●          |
| 巨蛋 （玫瑰特快） | 2018        | ●      | ―      | ―          | ―        | ●      | ―      | ＝         | ＝     | ＝     | ＝       | ＝     | ＝         | ＝         | ＝         | ―      | ●          |
| 巨蛋 （球場特快） | 2006 - 現在 | ●      | ―      | ―          | ―        | ●      | ―      | ＝         | ＝     | ＝     | ＝       | ＝     | ＝         | ＝         | ＝         | ―      | ●          |
| 電車Festa         | 2004 - 2010 | ●      | ―      | ●          | ●        | ●      | ―      | ―          | ―      | ―      | ●        |        |            |            |            |        |            |

| 路線名稱  | 路線名稱         | 新宿線   | 新宿線   | 新宿線   | 新宿線 | 新宿線 | 新宿線 | 池袋線 | 池袋線 | 池袋線 | 池袋線   | 西武秩父線 | 西武秩父線 | 西武秩父線 |
| 列車名稱  | 備註             | 西武新宿 | 高田馬場 | 上石神井 | 田無   | 小平   | 東村山 | 所澤   | 入間市 | 飯能   | 武藏丘檢 | 蘆久保     | 橫瀨       | 西武秩父   |
| 奧秩父    | 1976 - 1993      | ●        | ■        | ―        | ―      | ―      | ―      | ●      | ―      | ●      | ＝       | ●          | ―          | ●          |
| 電車Festa | 2005             | ●        | ●        | ●        | ●      | ―      | ―      | ●      | ―      | ―      | ●        |            |            |            |
| 奧秩父    | 川瀨祭 2014 - 15 | ●        | ●        | ―        | ●      | ―      | ●      | ●      | ●      | ●      | ＝       | ―          | ●          | ●          |
| 奧秩父    | 櫻花時期 2015    | ●        | ●        | ―        | ―      | ―      | ●      | ●      | ―      | ●      | ＝       | ―          | ●          | ●          |
| 秩父      | 橫瀨開放日 2015  | ●        | ●        | ―        | ―      | ―      | ●      | ●      | ●      | ●      | ＝       | ―          | ●          | ●          |

| 路線名稱     | 路線名稱      | 新宿線 | 新宿線 | 池袋線 | 池袋線 | 池袋線 | 西武秩父線 | 西武秩父線 | 西武秩父線 |
| 列車名稱     | 備註          | 本川越 | 狹山市 | 所澤   | 入間市 | 飯能   | 蘆久保     | 橫瀨       | 西武秩父   |
| 秩父         | 橫瀨公開 2014 | ●      | ●      | ●      | ●      | ●      | ―          | ●          | ●          |
| 武藏、小江戶 | 001系 2019    | ●      | ●      | ●      | ●      | ●      |            |            |            |

## 歷史
- 1969年（昭和44年）10月14日：西武秩父線開業，西武鐵道使用首架特急型車輛（日语：特急形車両）5000系電動列車（日语：西武5000系電車）行走特急「秩父」和「辛夷」[注 7][35]。兩個列車中途停靠所澤站（只限平日和星期六）和飯能站。
- 1973年（昭和48年）：開設行走於池袋站至所澤站/飯能站之間的「武藏」。「辛夷」被廢除。「秩父」改變停車站，所澤站變為毎日停車，另外加停蘆久保站。
- 1976年（昭和51年）：在假日開設行走於西武新宿站至西武秩父站之間的直通「奧秩父」。同時開設該列車的入廠載客班次，該班次從西武新宿站單向前往所澤站（只有下行班次），該班次名為「武藏」[35]。池袋線池袋站至飯能站之間的特急班次定為每小時一班[35]。
- 1980年（昭和55年）：「奧秩父」的出廠班次也開始載客。從所澤站單向前往西武新宿站（上行班次），該班次也名為「武藏」。
- 1993年（平成5年）12月6日：隨著「小江戶」開始運行。於西武新宿站到發的「奧秩父」和「武藏」被廢除[36]。「秩父」和「武藏」加停入間市站[36]。行走於池袋站至西武秩父站之間（通過入間市站）的「奧秩父」開始運行（只限星期六及假日）[36]。
- 1994年（平成6年）10月15日：開始使用10000系（日语：西武10000系電車）行走池袋線「秩父」和「武藏」班次[35]。
- 1995年（平成7年）11月1日：定期班次方面，5000系更換為10000系的作業完成[35]。在前日是最後一天使用5000系行走定期班次[35]。
- 1998年（平成10年）3月26日：實施時間表修正，不再停靠蘆久保站，改為停靠橫瀨站[35]。蘆久保站改為只於旅遊季節時臨時停靠[35]。
- 2003年（平成15年）
  - 3月12日：實施時間表修正，「奧秩父」被廢除。
  - 9月20日至9月27日：當在巾着田內盛開曼珠沙華時，列車臨時停靠高麗站。自此，於秋天會繼續臨時停靠該站（恆常化）。
- 2004年（平成16年）：在武藏丘車輛檢修場向公眾開放參觀期間。開設了1個往返班次的臨時特急「電車Festa號」，行走於池袋站[注 8]至武藏丘車輛檢修場之間。自此直至2010年前繼續運行。
- 2007年（平成19年）3月7日：實施時間表修正，開設臨時特急「巨蛋」。
- 2014年（平成26年）
  - 7月19日、20日：為了配合舉行「秩父川瀨祭（日语：秩父川瀬祭）」，開設了臨時特急「奧秩父」，行走於西武新宿站至西武秩父站之間[8]。這是「奧秩父」在11年後再次設有班次，這是21年後再次設有直通特急列車行走於西武新宿至西武秩父之間。途中停靠高田馬場、田無、東村山、所澤、入間市、飯能和橫瀨[8]。
  - 11月8日：為了配合舉行「西武火車節2014 in 橫瀨」，開設了臨時特急「秩父」，單向從本川越站前往西武秩父站[10]。中途停靠狹山市、所澤、入間市、飯能和橫瀨[10]。這次是首次設有列車從本川越站直通至池袋線內。
- 2015年（平成27年）
  - 4月18日、19日：在秩父的羊山公園櫻花盛開時期，開設行走於西武新宿站至西武秩父站之間的臨時特急「奧秩父」[9]。中途停靠高田馬場、東村山、所澤、飯能和橫瀨[9][注 5]。
  - 7月19日、20日：為了配合舉行「秩父川瀨祭（日语：秩父川瀬祭）」，開設行走於西武新宿站至西武秩父站之間的臨時特急「奧秩父」[37]。停車站與上年相同。
  - 11月7日：為了配合舉行「西武火車節2015 in 橫瀨」，開設了臨時特急「秩父」，單向從西武新宿站前往西武秩父站[11]。中途停靠高田馬場、東村山、所澤、入間市、飯能和橫瀨[11]。
- 2016年（平成28年）1月4日至2月28日：為了配合舉行「蘆久保之冰柱（日语：秩父路三大氷柱）」，部分列車臨時停靠蘆久保站。另外，列車駛過附近路段並於晚上亮燈時會慢速經過[38]。
- 2017年（平成29年）2月19日：為了配合舉行「第4屆秩父威士忌祭」，開設了臨時特急「秩父」，單向從本川越站前往西武秩父站。
- 2019年（平成31年）3月16日：實施時間表修正[39]。001系「Laview」（日语：西武001系電車）開始投入服務。池袋至所澤之間的所需時間縮少19分鐘。
- 2020年（令和2年）
  - 3月14日：10000系更換為001系的作業完成。
  - 4月29日：受到新冠疫情影響，當日起假日部分班次暫停服務[40]。
  - 9月5日至11月1日：部分列車停靠西吾野站和正丸站[41]。
- 2021年（令和3年）
  - 5月7日至6月27日：部分列車停靠武藏橫手站和東吾野站[42]。

## 注腳

## 外部連結
- 特快Laview・Red Arrow號 ｜ 西武鐵路 （页面存档备份，存于）